# Ketelerka
Ketelerka (Keteleeria) je rod jehličnatých stromů z čeledi borovicovitých. Rod zahrnuje 3 druhy, rostoucí ve východní Asii.

## Výskyt

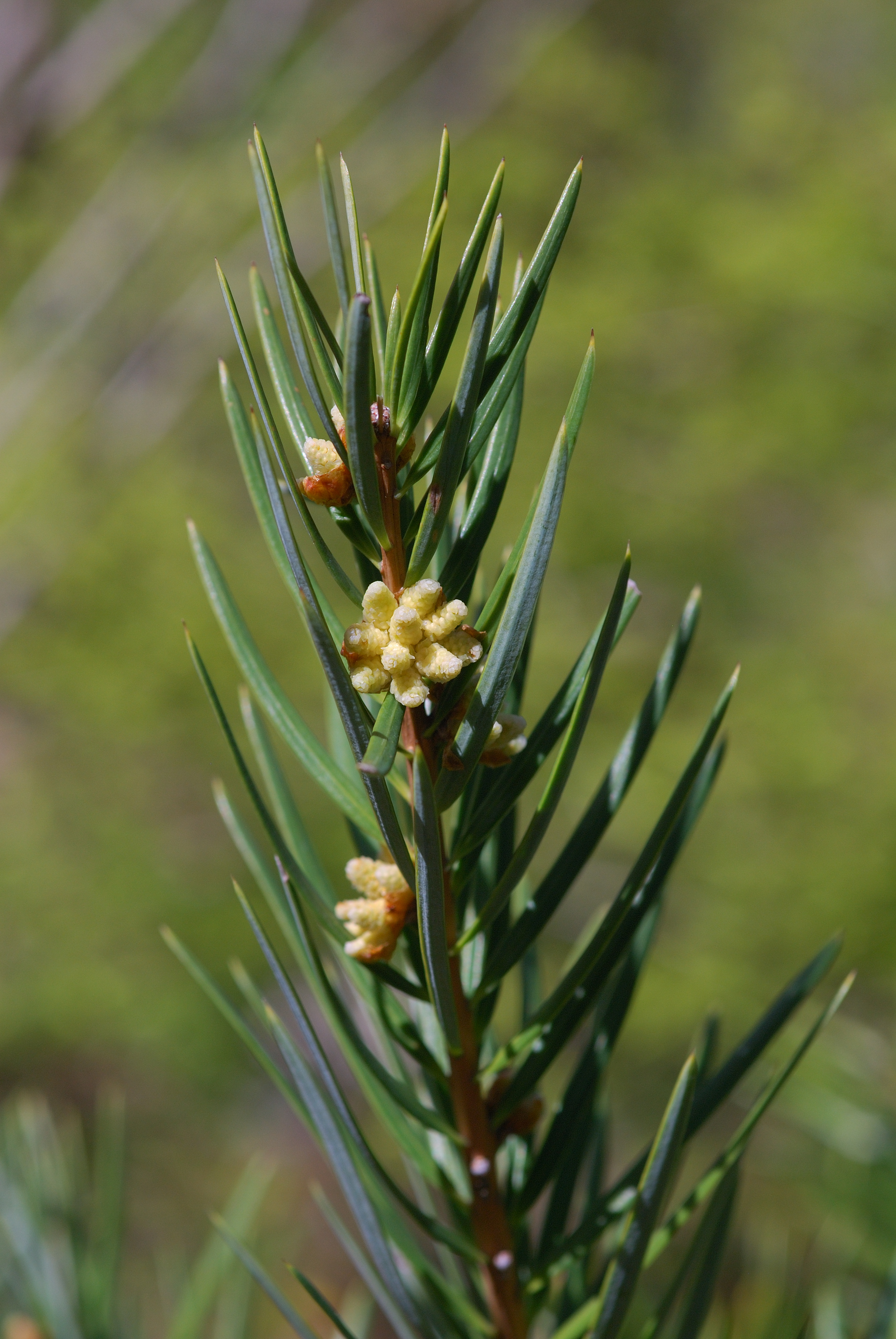
Větvička ketelerky se samčími šišticemi

Rostou v kontinentální jižní Číně a na ostrově Chaj-nan, v Hongkongu a na Tchaj-wanu. Izolované skupiny jsou dále v horách severního Laosu a Vietnamu. Vyskytují se většinou v kopcovitých, teplých a sušších oblastech, kde je pro listnaté lesy nedostatek vody. V jejích domovině je průměrná roční teplota okolo 16 °C, v nejchladnějším měsíci lednu klesá na +4,5 °C. V České republice se tento rod nepěstuje. Je pojmenován po francouzském pěstiteli J. B. Keteleerovi (1813–1903).

## Popis
Je to stálezelený strom se širokou, zploštělou korunou dosahující výšky 35 až 50 m, výčetní tloušťka kmene bývá až 2,5 m, borku má svisle rýhovanou. Mladé stromy mají konický tvar, později se jim koruna rozšiřuje. Mohutné kořeny má široce rozvětvené. Jehlice jsou dlouhé 1,5 až 7 cm a široké 2 až 4 mm, zploštělé, čárkovitého nebo kopinatého tvaru, vyrůstají spirálovitě. Střední žebro je z obou stran vystouplé, mají dva pryskyřičné kanálky. U starých stromů se jehlice postupně zmenšují až na délku maximálně 4 cm.
Samčí šištice jsou uspořádané do shluků, vyrůstají z jednoho pupenu, a bývají terminální nebo postranní. Samičí, vysoké 6 až 22 cm a tlusté 2,5 až 6 cm, bývají jednotlivé, na stopkách dlouhých 2,5 až 4 mm, terminální a jsou orientovány vzpřímeně. Tvaru jsou kónického nebo cylindrického, dozrávají za 6 až 8 měsíců po anemogamickém opylení, získávají pak světle hnědou barvu. Podpůrné šupiny jsou asi o třetinu kratší než semenné, dozráváním šupiny zdřevnatí. Podlouhlá semena trojhranného tvaru, o velikosti 1 až 1,5 x 6 až 8 mm, mají jedno světle hnědé křidélko s kožovitou blankou dlouhou 12 až 19 mm. Tvary šištic jsou nejrychlejší pomůckou pro určení jednotlivých druhů.

## Použití
Dřeva se užívá jako stavebního materiálu, používá se na místní mostní konstrukce a vyrábí se z něho i nábytek. Je poměrně měkké, má bíložlutou barvu.

## Taxonomie
Rod ketelerie se průběžně dělil podle různých autorů do více druhů, postupně se jejich počet ustálil na čísle tři:
- ketelerka Davidova Keteleeria davidiana (Bertrand) Beissn., 1891
- Keteleeria evelyniana Masters, 1903
- Keteleeria fortunei Carrière, 1866[3]